# Chuck Norris
Carlos Ray „Chuck” Norris (Ryan, Oklahoma, 1940. március 10.–) amerikai harcművész, színész, producer és forgatókönyvíró.

## Fiatalkora
Az Oklahoma állambeli Ryanben született. Apja a cseroki származású Ray Dee Norris autószerelő és teherautósofőr, anyja az ír Wilma Scarberry volt. Norris nagyon büszke amerikai őslakos örökségére, gyakran hivatkozik őseire sikeres sorozatában, a Walker, a texasi kopóban. Két öccse közül Wieland fiatalon elhunyt (1970-ben esett el a vietnámi háborúban, Chuck később az ő emlékének ajánlotta az Ütközetben eltűnt című filmjét), Aaron Norris pedig hollywoodi filmproducer és rendező lett. 
Tízéves korában szülei elváltak, édesanyjával és testvéreivel a kansasi Prairie Village-be, majd a kaliforniai Torrance-be költözött. Gyerekkorát nyomasztónak írja le. Nem volt sportos, hanem félénk, tanulmányi átlaga pedig csak közepes. A többi gyerek gyakran gúnyolódott rajta származása miatt – Chuck arra vágyott, hogy jól elverje őket. Életrajzában megemlítette, hogy apja alkoholista volt, és nagyon kevés időt töltött vele. Szerette az apját, de nem szeretett vele lenni. Azt mondta, hogy csak szánalmat érzett iránta, mert „egyszerűen ilyen volt, túl sokszor hibázott”.
1958-ban Norris csatlakozott az Egyesült Államok Légierejéhez mint katonai rendész, és az Osani Légibázisra küldték Dél-Koreába. Itt kapta a Chuck becenevet, és tangszudóedzésekre kezdett járni. Később fekete övet szerzett tangszudóban, taekwondóban és Shito-Ryu karatéban, valamint brazil dzsúdzsucuban. Megalapította a Chun Kuk Dót (Egyetemes út) és az Egyesült Harcművészetek Szövetségét (UFAF). Amikor visszatért az Államokba, folytatta munkáját mint katonai rendész a March Légitámaszponton, Kaliforniában. 1962 augusztusában szerelt le, anélkül, hogy harcolt volna. A Northrop repülőgépgyártó vállalatnál dolgozott és megnyitotta karateiskola-hálózatát.

## Pályafutása

### Harcművészként
Versenyzői pályafutása vereségekkel indult. Első két versenyét elvesztette Joe Lewis, illetve Allan Steen ellen. 1967-ben azonban bebizonyította jártasságát a harcművészetekben, és győzelmei Joe Lewis, Skipper Mullins, Arnold Urquidez, Victor Moore, Ron Marchini és Steve Sanders eredményeivel vetekedtek. 1968 elején Chuck elszenvedte 5., és egyben pályafutása utolsó vereségét Louis Delgado ellen. 1968. november 24-én Chuck legyőzte Delgadót, majd elnyerte a profi középsúlyú karatebajnoki címet (full-contact), melyet a következő 6 évben meg tudott tartani. 1969-ben az adott évben elért legtöbb versenygyőzelmével elnyerte a Karate Hármas Koronáját, valamint a Fekete Öv (Black Belt) magazin díját, az Év Karatésa címet.

### Színészként
Egy harcművészeti bemutatón a kaliforniai Long Beachen találkozott Bruce Lee-vel. 1972-ben a A Sárkány útja című filmben mint Bruce Lee ellenfele szerepelt. 1974-ben Steve McQueen bátorította, hogy kezdje el az MGM Stúdió színésziskoláját. Chuck Norris 65-5-ös karaterekordjával visszavonult, és hátat fordított minden kihívójának.
1969-ben statisztaként debütált Dean Martin a Bontóbrigád című filmjében. Első főszerepe az 1977-es Országúti bunyós című akciófilmben volt. Az azt követő Karatés védőangyal (1980), a Te nem lehetsz gyilkos! (1981) és a Magányos farkas tovább növelték a népszerűségét, hála a jegybevételeknek. 1984-ben Norris az Ütközetben eltűntben szerepelt, mely az első olyan film volt, amely Vietnámban fogva tartott amerikai katonák kiszabadításáról szólt. A producerek az izraeli Menahem Golan és Yoram Globus voltak, a művet a Cannon Films hozta forgalomba. Szintén ebben az évben felkínáltak neki egy szerepet a Karate kölyök című filmben, de ő visszautasította azt. Egyik nyilatkozata szerint azért, mert nem akarta a harcművészetet rossz színben feltüntetni.
A következő négy évben Norris a Cannon egyik prominens sztárja lett. Nyolc filmben szerepelt, köztük a A csend kódja, a Delta kommandó és a Tűzjáró címűekben. Utóbbiban az Oscar-díjas Louis Gossett Jr. volt a partnere. 1992-ben önmagát alakította a testvére által rendezett  A bajnok és a kölyök című filmjében.
1993-ban elkezdte a Walker, a texasi kopó forgatását, mely nyolc évig futott a CBS csatornán. 2005. október 17-én a CBS bemutatta a Walker, a texasi kopó – Újra akcióban című tévéfilmes folytatását, mely nem kapcsolódik szorosan az eredeti történethez, de mégis a sorozat folytatásának tekinthető. Az új részek nem hozták az elvárt szintet nézőszámban, így biztossá vált, hogy a 2006–2007-es évad után nem lesz több folytatása. Hazánkban hivatalosan a TV2 és a Hálózat TV sugározza.
Barátok (voltak) a profi pankrátor The Undertakerrel, akinek az 1994-es Survivor Seriesen segített a Yokozuna elleni harca alatt a ringen kívül tartani a többi pankrátort, nehogy beavatkozzanak.

## Politikai nézetei
Politikai irányultsága: konzervatív, gyakran a republikánus párt nézeteit osztja. 1988 óta több ezer dollárral támogatta a republikánus pártot.

## Magánélete
Miután befejezte a középiskolát, feleségül vette Diane Holecheket, akitől két fia, Mike (1963) és Eric (1965) született.
Harmincévnyi házasság után, 1988-ban elvált Diane-től. Tíz évvel később, 1998-ban elvette Gena O'Kelley modellt, akitől 2001-ben ikrei születtek: egy Dakota Alan Norris nevű fiú és egy Danilee Kelly Norris nevű lány.

## Filmográfia

### Film

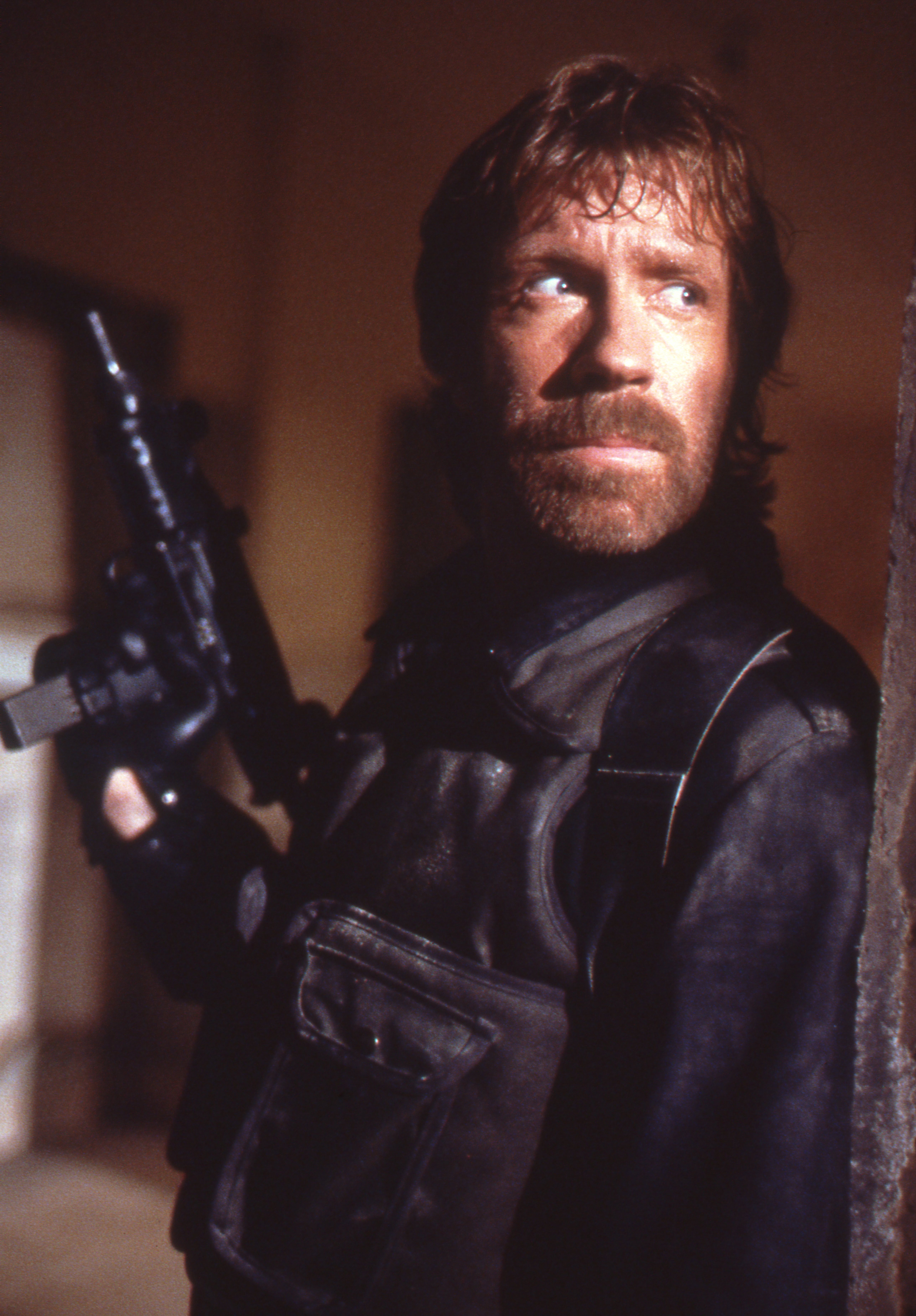
Az 1986-os Delta kommandó című filmben

#### Író és producer
| Év   | Magyar cím                 | Eredeti cím                     | Feladatkör | Feladatkör      | Feladatkör                   |
| Év   | Magyar cím                 | Eredeti cím                     | Író        | Vezető producer | Harci jelenetek koreográfusa |
| ---- | -------------------------- | ------------------------------- | ---------- | --------------- | ---------------------------- |
| 1977 | Országúti bunyós           | Breaker! Breaker!               | Nem        | Nem             | Igen                         |
| 1978 | A jó fiúk feketében járnak | Good Guys Wear Black            | Nem        | Nem             | Igen                         |
| 1979 | Egyszemélyes hadsereg      | A Force of One                  | Nem        | Nem             | Igen                         |
| 1980 | Karatés védőangyal         | The Octagon                     | Nem        | Nem             | Igen                         |
| 1985 | Tomboló Terror             | Invasion U.S.A.                 | Igen       | Nem             | Nem                          |
| 1988 | Ütközetben eltűnt 3.       | Braddock: Missing in Action III | Igen       | Nem             | Nem                          |
| 1992 | A bajnok és a kölyök       | Sidekicks                       | Nem        | Igen            | Nem                          |
| 2004 |                            | Birdie & Bogey                  | Nem        | Igen            | Nem                          |
| 2005 | Karátos védelem            | The Cutter                      | Nem        | Igen            | Nem                          |

#### Színész
| Év   | Magyar cím                                | Eredeti cím                      | Szerep                      | Magyar hang          | Rendező                 |
| ---- | ----------------------------------------- | -------------------------------- | --------------------------- | -------------------- | ----------------------- |
| 1969 | Bontóbrigád                               | The Wrecking Crew                | férfi a 7 gyönyörök házában | nem szólal meg       | Phil Karlson            |
| 1972 | A Sárkány útja                            | Way of the Dragon                | Colt                        | Zágoni Zsolt         | Bruce Lee               |
| 1973 |                                           | The Student Teachers             | karate tanácsadó (cameo)    |                      | Jonathan Kaplan         |
| 1974 |                                           | Yellow Faced Tiger               | Chuck Slaughter / önmaga    |                      | Ló Vaj                  |
| 1977 | Országúti bunyós                          | Breaker! Breaker!                | John David 'J.D.' Dawes     | Felföldi László      | Don Hulette             |
| 1977 | Országúti bunyós                          | Breaker! Breaker!                | John David 'J.D.' Dawes     | Jakab Csaba          | Don Hulette             |
| 1977 | Országúti bunyós                          | Breaker! Breaker!                | John David 'J.D.' Dawes     | Dévai Balázs         | Don Hulette             |
| 1978 | A jó fiúk feketében járnak                | Good Guys Wear Black             | John T. Booker              | Jakab Csaba          | Ted Post                |
| 1978 | A jó fiúk feketében járnak                | Good Guys Wear Black             | John T. Booker              | Szabó Sipos Barnabás | Ted Post                |
| 1979 | Egyszemélyes hadsereg                     | A Force of One                   | Matt Logan                  | Dörner György        | Paul Aaron              |
| 1979 | Egyszemélyes hadsereg                     | A Force of One                   | Matt Logan                  | Mihályi Győző        | Paul Aaron              |
| 1979 | Egyszemélyes hadsereg                     | A Force of One                   | Matt Logan                  | Rosta Sándor         | Paul Aaron              |
| 1980 | Karatés védőangyal                        | The Octagon                      | Scott James                 | Sörös Sándor         | Eric Karson             |
| 1980 | Karatés védőangyal                        | The Octagon                      | Scott James                 | Mihályi Győző        | Eric Karson             |
| 1981 | Te nem lehetsz gyilkos                    | An Eye for an Eye                | Sean Kane                   | Karsai István        | Steve Carver (1)        |
| 1981 | Te nem lehetsz gyilkos                    | An Eye for an Eye                | Sean Kane                   | Dörner György        | Steve Carver (1)        |
| 1981 | Te nem lehetsz gyilkos                    | An Eye for an Eye                | Sean Kane                   | Jakab Csaba          | Steve Carver (1)        |
| 1982 | Néma düh                                  | Silent Rage                      | Dan Stevens seriff          | Jakab Csaba          | Michael Miller          |
| 1982 | Élő fegyver                               | Forced Vengeance                 | Josh Randall                | Jakab Csaba          | James Fargo             |
| 1983 | Magányos farkas                           | Lone Wolf McQuade                | J.J. McQuade                | Vikidál Gyula        | Steve Carver (2)        |
| 1983 | Magányos farkas                           | Lone Wolf McQuade                | J.J. McQuade                | Sörös Sándor         | Steve Carver (2)        |
| 1984 | Ütközetben eltűnt                         | Missing in Action                | James Braddock ezredes      | Jakab Csaba          | Joseph Zito (1)         |
| 1984 | Ütközetben eltűnt                         | Missing in Action                | James Braddock ezredes      | Gáspár Sándor        | Joseph Zito (1)         |
| 1985 | Ütközetben eltűnt 2.                      | Missing in Action 2.             | James Braddock ezredes      | Jakab Csaba          | Lance Hool              |
| 1985 | Ütközetben eltűnt 2.                      | Missing in Action 2.             | James Braddock ezredes      | Haás Vander Péter    | Lance Hool              |
| 1985 | A csend kódja                             | Code of Silence                  | Eddie Cusack                | Sörös Sándor         | Andrew Davis            |
| 1985 | A csend kódja                             | Code of Silence                  | Eddie Cusack                | Rosta Sándor         | Andrew Davis            |
| 1985 | Tomboló Terror                            | Invasion U.S.A.                  | Matt Hunter                 | Gáti Oszkár          | Joseph Zito (2)         |
| 1985 | Tomboló Terror                            | Invasion U.S.A.                  | Matt Hunter                 | Jakab Csaba          | Joseph Zito (2)         |
| 1986 | Delta kommandó                            | The Delta Force                  | Scott McCoy őrnagy          | Gáti Oszkár          | Menahem Golan           |
| 1986 | Delta kommandó                            | The Delta Force                  | Scott McCoy őrnagy          | Jakab Csaba          | Menahem Golan           |
| 1986 | A tűzjáró                                 | Firewalker                       | Max Donigan                 | Jakab Csaba          | J. Lee Thompson         |
| 1986 | A tűzjáró                                 | Firewalker                       | Max Donigan                 | Dörner György        | J. Lee Thompson         |
| 1988 | Ütközetben eltűnt 3.                      | Braddock: Missing in Action III  | James Braddock ezredes      | Sörös Sándor         | Aaron Norris (1)        |
| 1988 | Ütközetben eltűnt 3.                      | Braddock: Missing in Action III  | James Braddock ezredes      | Vass Gábor           | Aaron Norris (1)        |
| 1988 | A hős és a terror                         | Hero and the Terror              | Danny O'Brien               | Sörös Sándor         | William Tannen (1)      |
| 1990 | Delta kommandó 2. – A kolumbiai kapcsolat | Delta Force 2                    | Scott McCoy                 | Sörös Sándor         | Aaron Norris (2)        |
| 1990 | Delta kommandó 2. – A kolumbiai kapcsolat | Delta Force 2                    | Scott McCoy                 | Jakab Csaba          | Aaron Norris (2)        |
| 1991 | A bérgyilkos                              | The Hitman                       | Garret / Grogan             | Vass Gábor           | Aaron Norris (3)        |
| 1991 | A bérgyilkos                              | The Hitman                       | Garret / Grogan             | Jakab Csaba          | Aaron Norris (3)        |
| 1992 | A bajnok és a kölyök                      | Sidekicks                        | 'önmaga                     | Szerémi Zoltán       | Aaron Norris (4)        |
| 1994 | Hellbound – Út a pokolba                  | Hellbound                        | Frank Shatter őrmester      | Reviczky Gábor       | Aaron Norris (5)        |
| 1994 | Hellbound – Út a pokolba                  | Hellbound                        | Frank Shatter őrmester      | Jakab Csaba          | Aaron Norris (5)        |
| 1995 | Szuperhekus kutyabőrben                   | Top Dog                          | Jake Wilder hadnagy         | Rosta Sándor         | Aaron Norris (6)        |
| 1996 | Az erdő harcosa                           | Forest Warrior                   | Jedidiah McKenna            | Jakab Csaba          | Aaron Norris (7)        |
| 2003 | Démoni harangok                           | The Bells of Innocence           | Matthew                     | Jakab Csaba          | Ali Bijan               |
| 2004 | Kidobós: Sok flúg disznót győz            | Dodgeball: A True Underdog Story | önmaga (cameo)              |                      | Rawson Marshall Thurber |
| 2005 | Karátos védelem                           | The Cutter                       | John Shepherd nyomozó       | Jakab Csaba          | William Tannen (2)      |
| 2012 | The Expendables – A feláldozhatók 2.      | The Expendables 2.               | Booker „Magányos farkas”    | Sörös Sándor         | Simon West              |
| 2024 | A szuperkatona                            | Agent Recon                      | Alastair százados           | Rosta Sándor         | Derek Ting              |

### Televízió
| Év        | Magyar cím                           | Eredeti cím                                    | Szerep                                 | Megjegyzések |
| --------- | ------------------------------------ | ---------------------------------------------- | -------------------------------------- | --- |
| 1986      |                                      | Karate Kommandos                               | önmaga (hangja)                        | 5 epizód |
| 1993      |                                      | Wind in the Wire                               | önmaga (cameo)                         | tévéfilm |
| 1993–2001 | Walker, a texasi kopó                | Walker, Texas Ranger                           | Cordell Walker őrmester / Hayes Cooper | - főszereplő (196 epizód) - vezető producer (80 epizód) - forgatókönyvíró/sztori (6 epizód) - magyar hangja: - Végvári Tamás - Jakab Csaba |
| 1998      | Logan bosszúja                       | Logan's War: Bound by Honor                    | Jake Fallon                            | - tévéfilm - alapsztori és vezető producer - magyar hangja: - Végvári Tamás                                                                |
| 1999      |                                      | Sons of Thunder                                | Cordell Walker őrmester                | - szereplő (4 epizód) - vezető producer (6 epizód) - alkotó (1 epizód)                                                                     |
| 2000      | A harc törvénye                      | Martial Law                                    | Cordell Walker őrmester                | 1 epizód |
| 2000      | Az elnök zsoldosa                    | The President's Man                            | Joshua McCord ügynök                   | - tévéfilm - magyar hangjai: - Rosta Sándor - Jakab Csaba                                                                                  |
| 2002      | Az elnök zsoldosa 2. – Végveszélyben | The President's Man: A Line in the Sand        | Joshua McCord ügynök                   | - tévéfilm - magyar hangjai: - Rosta Sándor - Jakab Csaba                                                                                  |
| 2003      | Igen, drágám!                        | Yes, Dear                                      | önmaga                                 | 1 epizód |
| 2005      | Walker a texasi kopó: Újra akcióban  | Walker, Texas Ranger: Trial by Fire            | Cordell Walker kapitány                | - tévéfilm - magyar hangja: - Jakab Csaba                                                                                                  |
| 2007      |                                      | Inside World Combat League                     | nem szerepel                           | tévéfilm (vezető producer) |
| 2015      | A Goldberg család                    | The Goldbergs                                  | önmaga (hangja)                        | 1 epizód |
| 2019      |                                      | Chuck Norris's Epic Guide to Military Vehicles | nem szerepel                           | különkiadás (vezető producer) |
| 2020      | Hawaii Five-0                        | Hawaii Five-0                                  | Lee Phillips törzsőrmester (cameo)     | 1 epizód |
| 2020      |                                      | TNA iMPACT! Wrestling                          | önmaga                                 | 1 epizód |

## Chuck Norris-viccek
Az internetezők körében 2005 körül kezdett elterjedni az a mém, hogy Chuck Norrist emberfeletti képességekkel felruházó humoros, abszurd megállapításokat találnak ki. Ez a fajta viccelődés Magyarországon is annyira népszerűvé vált, hogy az M0-s híd névválasztására kiírt szavazáson egy ideig a Chuck Norris név vezetett, amire Stephen Colbert is felfigyelt.

## Bibliográfia
- Hogyan győzzünk karateversenyen, Ohara Publications (1975. június). ISBN 0-89750-016-4 – Chuck Norris első könyve
- A Belső Titkos Erő, Broadway; Reprint kiadás (1997. január 6.). ISBN 0-553-06908-X
- Minden esély ellenére: Az én történetem, önéletrajz. Broadman & Holman Publishers (2004). ISBN 0-8054-3161-6. (angol)
- Az Igazság Lovasai, Wild West novels. Broadman & Holman Publishers (2006). ISBN 0-8054-4032-1.
- Chuck Norris legendája; szerk. Radosiczky Imre; DFT-Hungária, Budapest, 2006